# Persone
Persone is een muziekgroep uit Stockholm in Zweden. Ze maken muziek in het Esperanto. De groep is ontstaan tijdens het eerste Cultureel Esperantofestival in 1986. De huidige samenstelling van de groep dateert van 1990. De naam 'Persone' betekent 'persoonlijk', maar is tevens een woordspeling: 'per-son-e' ('door middel van muziek') die de muziekgroep Amplifiki ooit uitvond.
Persone treedt vaak op tijdens Esperantobijeenkomsten voor jongeren, zoals het Internationale Jongerencongres en het Internationaal Seminarie. De groep heeft reeds vijf albums uitgebracht.

## Huidige groepsleden
- Anders Grop - elektrische basgitaar, zang (akoestisch: contrabas, zang)
- Martin Wiese -  elektrische gitaar, hoofdzanger (akoestisch: gitaar, hoofdzanger)
- Bertilo Wennergren - drum, zang (akoestisch: gitaar, zang)

## Ex-groepsleden
- Per Ola Axelsson - saxofoon
- Borje Lund - elektrische gitaar
- Benedikte Weinreich - synthesizer

## Discografie
- Sen (2002)
  1. Pli ol nenio
  2. La fantoma lum'
  3. Mi ĉiam kredis (ke la koro)
  4. Estu ĉiam
  5. Sola en vaku'
  6. Revoj
  7. Korpo kaj anim'
  8. Patro nia
  9. Perloj sur la ter'
  10. Lasu min sonĝi (de "...sed estas ne")
  11. Nun mallumas ekstere (van "Povus esti simple", maar geremixt)
- ... sed estas ne (1998) (deel van de Kolekto 2000)
  1. Liza pentras bildojn
  2. Se la cerbo volas
  3. La ĉielo
  4. Sola?
  5. Bileto al la lun'
  6. Kion ajn
  7. Fantomoj de la pasintec'
  8. Lasu min sonĝi
- Povus esti simple (1996)
  1. Povus esti simple
  2. Mondo aŭ mi
  3. Trans torent'
  4. Vortoj
  5. Ili venos
  6. Revoj
  7. Maskobalo
  8. Kiam amo regas
  9. Mejlojn for
  10. Reĝoj de cindro
  11. Nun mallumas ekstere
  12. La leviĝo de la lun'
  13. El la man'
- Vinilkosmo-compilatie 2 (1996) - Martin droeg bij tot de compilatie met één liedje, namelijk: Vivo duras sed vi molas.
- Vinilkosmo-compilatie 1 (1995) - De groep droeg bij tot de compilatie met één liedje, namelijk: Reĝoj de cindro.
- En la spegulo (1991)
  1. Kio ajn
  2. Amanda
  3. En la spegulo
  4. Ĉu neniam plu
  5. Mi ne scias
  6. Folioj en la vent'
  7. Alia mondo
  8. Neĝo dancas
  9. Du homoj
- 62 minutoj (1987)
  1. De l' praa tempo ĝis la nun'
  2. Tute sekura
  3. La bonurbo
  4. Ĉu al paca cel'
  5. Ĉu vi pentas?
  6. Longe for
  7. Amperforto
  8. Bluso en rubuj'
  9. Nur por la pano
  10. Mia knabino
  11. Portanto de la lum'
  12. Eĉ knaboj